# Sikata Nao
Sikata Nao (四方 菜穂; Hepburn: Shikata Nao) (Kamakura, 1979. november 5. –) japán válogatott labdarúgó.

## Klub
1995 és 2008 között a Nippon TV Beleza csapatában játszott. 147 bajnoki mérkőzésen lépett pályára és 16 gólt szerzett. 2008-ban vonult vissza.

## Nemzeti válogatott
2001-ben debütált a japán válogatottban. A japán válogatott tagjaként részt vett a 2001-es és a 2006-os Ázsia-kupán. A japán válogatottban 8 mérkőzést játszott.

## Statisztika
| Japán válogatott | Japán válogatott | Japán válogatott |
| Időszak          | Mérk.            | gól              |
| ---------------- | ---------------- | ---------------- |
| 2001             | 3                | 0                |
| 2002             | 0                | 0                |
| 2003             | 0                | 0                |
| 2004             | 1                | 0                |
| 2005             | 2                | 0                |
| 2006             | 2                | 0                |
| Összesen         | 8                | 0                |

## Sikerei, díjai
Japán válogatott
- Ázsia-kupa:  Ezüst; 2001

Klub
- Japán bajnokság: 2000, 2001, 2002, 2005, 2006, 2007, 2008

Egyéni
- Az év Japán csapatában: 2005